# Sunčana elektrana Cres
Sunčana elektrana Cres, sunčana elektrana u Hrvatskoj na otoku Cresu. Nalazi se 2 km sjeverno od naselja Orleca. Pridonijet će jačoj podgradnji u funkciji razvoja turizma, zato što će električnu energiju proizvoditi u najpotrebnije vrijeme a to je kad je povećana potrošnja tijekom ljetne turističke sezone. Prednost je što će sunčane elektrane upravo tada najviše proizvoditi. Proizvodit će električnu energiju bez ugovora s HROTE-om o otkupu po poticajnoj cijeni.
Dio ciklusa gradnje sunčanih elektrana u Hrvatskoj koji je pokrenuo HEP, u skladu sa smjernicom europske energetsko-klimatske politike. Nastale su u suradnji s partnerima jedinicama lokalne i regionalne samouprave te tvrtkama. Projekt je razvijala Primorsko-goranske županija do do ishođenja lokacijske dozvole u lipnju 2018. godine. Prvi je projekt koji je HEP preuzeo u sklopu ciklusa izgradnje i akvizicije sunčanih elektrana. Elektrana je snage 6,5 MW. Očekivana proizvodnja elektrane je 8,5 milijuna kWh godišnje, čime može pokriti zahtjeve oko 2.500 kućanstava. Ugovor o izgradnji elektrane vrijedan je 34,7 milijuna kuna. Radovi trebaju započeti u jesen 2019., s planiranim rokom dovršetka u travnju 2020. godine.
Polaganjem kamena temeljca radovi su otvoreni 23. lipnja 2020., a radovi bi trebali biti gotovi do kraja godine. Na površini od 17 hektara postavit će se 20.330 panela.